# Batalion Strzelców Ziemi Bielskiej ppłk. Michała Starzeńskiego
Batalion Strzelców Ziemi Bielskiej ppłk. Michała Starzeńskiego – polski oddział piechoty wchodzący w skład wojsk powstańczych okresu insurekcji kościuszkowskiej.

## Formowanie
Formowanie batalionu rozpoczęto w maju 1794 na rozkaz gen. lejtn. Stanisława Mokronowskiego. Jego organizatorem był starosta brański Michał Starzeński. Zgodnie z wolą naczelnika Tadeusza Kościuszki mial to być III batalion 5 regimentu fizylierów. Skutkowało to oddelegowaniem do nowo tworzonego batalionu kilkunastu oficerów i podoficerów 5 regimentu do batalionu strzelców Starzeńskiego. W połowie maja, stacjonujący na kwaterach w Hołowiejsku batalion posiadał około 200 przeszkolonych żołnierzy. W miarę napływu rekrutów z kantonu 5-dymowego, został on podzielony na 4 kompanie po około 170 głów każda. Do końca maja batalion liczył około 700 ludzi. Na uzbrojeniu batalion posiadał 80 karabinów.

26 maja ppłk Starzeński, na prośbę gen. mjr. Andrzeja Karwowskiego, poprowadził z ziemi bielskiej do Warszawy transport rekrutów, a sam pojechał do obozu pod Szydłowcem, by wyjednać od Tadeusza Kościuszki kolejne patenty dla swoich oficerów. Starzeński 10 czerwca uzyskał  patenty i, działając w myśl rozkazu gen. lejtn. Mokronowskiego, udał się do Bielska po pozostawionych tam strzelców w celu odprowadzenia ich do Warszawy. Okazało się, że ruszający nad Narew z całą dywizją podlaską gen. mjr Karwowski zabrał 460 z 500 pozostawionych przez Starzeńskiego strzelców. Doprowadziło to do ostrego konfliktu pomiędzy dowódcami. Interweniował Tadeusz Kościuszko. Spór o batalion strzelców ziemi bielskiej rozstrzygnął słowami: Bijcie się wszyscy w dobrej harmonii i jedności. Idzie teraz o los Ojczyzny; albo wolnym, albo niewolnikiem trzeba zostać.

 Michał Starzeński, za namową Mokronowskiego, postanowił odbudować batalion na bazie komendy przyprowadzonej wcześniej do Warszawy. Posiadała ona w owym czasie oficera, podoficera „na miejscu oficera”, feldfebla, sierżanta, furiera, 12 oberjegrów, i 156 jegrów. Dołączył też do niej pozostałych w Bielsku 40 strzelców. 29 czerwca dwie kompanie nowego batalionu pod dowództwem Starzeńskiego, razem z dwoma kompaniami strzelców batalionu Sokolnickiego, wysłane zostały pod Zegrze i pozostały nad Narwią do końca października. Tylko 12 ludzi wróciło do Warszawy i wzięło udział w obronie Pragi.

## Żołnierze batalionu
Organizatorem i dowódcą batalionu był starosta brański ppłk Michał Hieronim Starzeński. Dwaj oficerowie, jacy mu pozostali po zagarnięciu batalionu przez gen. mjr. ziemskiego Andrzeja Karwowskiego, to sztabskpt. Wincenty Krasuski i kpt. kwatermistrz Antoni Makowski.